# Pavonia subaphylla
Pavonia subaphylla är en malvaväxtart som beskrevs av Oskar Schwartz. Pavonia subaphylla ingår i släktet påfågelsmalvor, och familjen malvaväxter. Inga underarter finns listade i Catalogue of Life.